# 18395 Шмідмайєр
18395 Шмідмайєр (18395 Schmiedmayer) — астероїд головного поясу, відкритий 21 вересня 1992 року.
Тіссеранів параметр щодо Юпітера — 3,505.